# Caridina indistincta
Caridina indistincta е вид десетоного от семейство Atyidae. Видът не е застрашен от изчезване.

## Разпространение и местообитание
Разпространен е в Австралия (Виктория, Куинсланд, Нов Южен Уелс и Южна Австралия).
Обитава сладководни басейни, реки и потоци.